# Окрашивание по Папаниколау

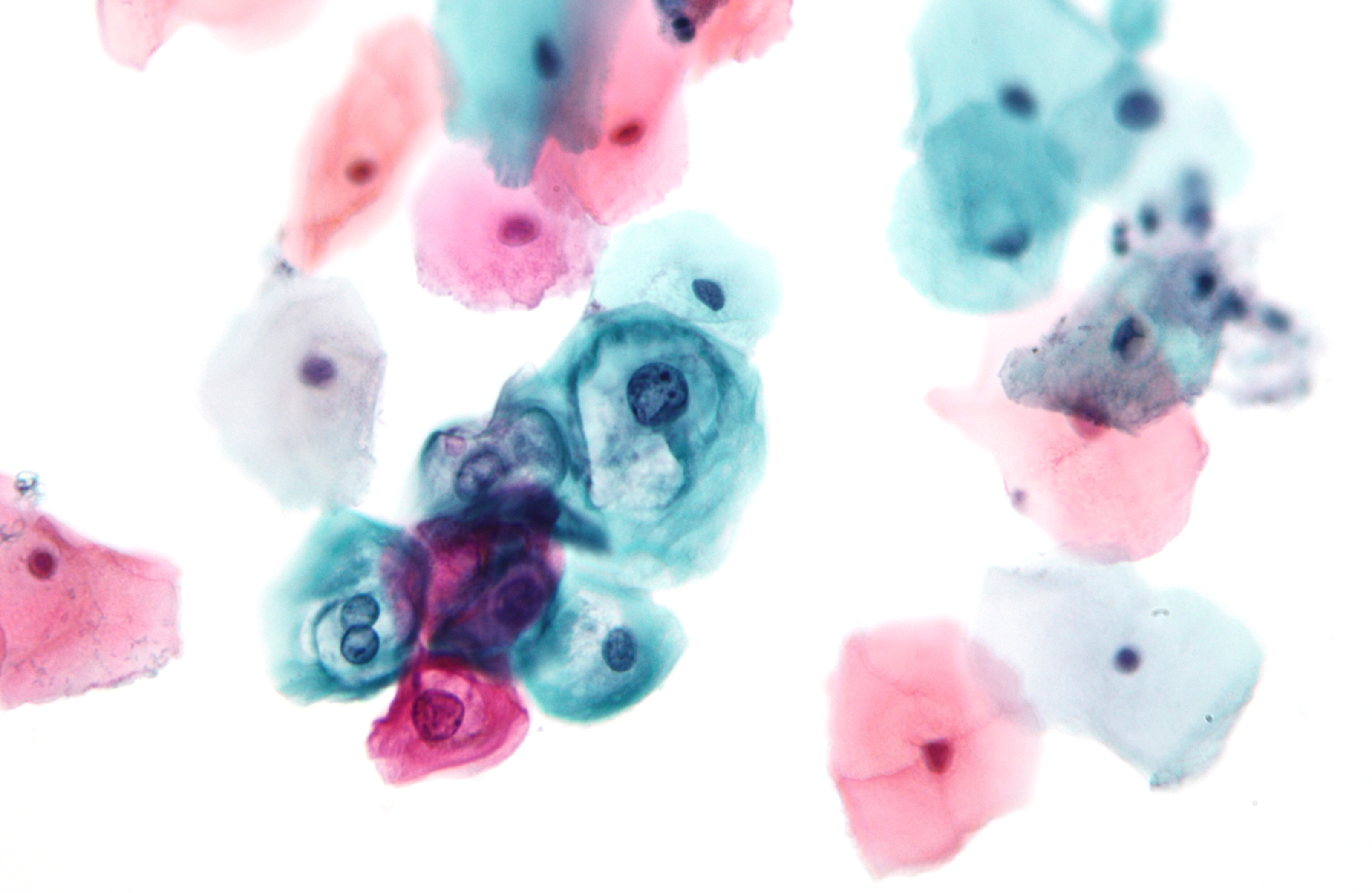
Плоскоклеточное интраэпителиальное поражение шейки матки низкой степени злокачественности (LSIL), окраска по Папаниколау.

Окраска по Папаниколау (англ. Papanicolaou stain, Pap stain) — цитологический метод окрашивания, разработанный Георгиосом Папаниколау в 1942 г. Окраска по Папаниколау является одним из наиболее широко используемых диагностических методов в цитологии. Этот метод окрашивания широко применяется для проведения Пап-теста (мазка Папаниколау), выявляющего рак шейки матки. Помимо гинекологических мазков, по методике Папаниколау окрашивают препараты мокроты, мочи, ликвора, плевральной жидкости, синовиальной жидкости, спермы, тонкоигольной аспирационной пункционной биопсии и других биоматериалов.
Папаниколау опубликовал три варианта окраски — в 1942, 1954 и 1960 г. На сегодняшний день существует множество модификаций.

## Фиксация препаратов
Как правило, для фиксации мазка применяются 95 % этанол. Реже применяется 100 % метанол, 80 % изопропанол или 80 % пропанол.
Мазки фиксируются в течение 20-30 минут.

## Классическое окрашивание по Папаниколау
Классическая процедура окраски по Папаниколау включает пять окрашиваний в трех растворах.
- Первый раствор содержит гематоксилин, который окрашивает клеточные ядра.
- Второй окрашивающий раствор (OG-6) содержит Оранжевый Ж в 95 % этаноле с небольшим количеством фосфорновольфрамовой кислоты.
- Третий окрашивающий раствор состоит из трех красителей: эозина Y, Светло-зеленого SF желтоватого[англ.] и Красителя Бисмарка Коричневого Y[англ.] в 95 % этиловом спирте с небольшим количеством фосфорновольфрамовой кислоты и карбоната лития[3].

## Сверхбыстрое окрашивание по Папаниколау
Сверхбыстрое окрашивание по Папаниколау — это альтернативный вариант процедуры окрашивания для препаратов тонкоигольной аспирационной пункционной биопсии. Процесс отличается регидратацией высушенного на воздухе мазка физраствором, использованием для фиксации 4 % формальдегида в 65 % этаноле, гематоксилин и коммерческий краситель Cyto-Stain. Данная модификация окрашивания по Папаниколау позволяет производить окраску препарата за 90 секунд.

## Результат

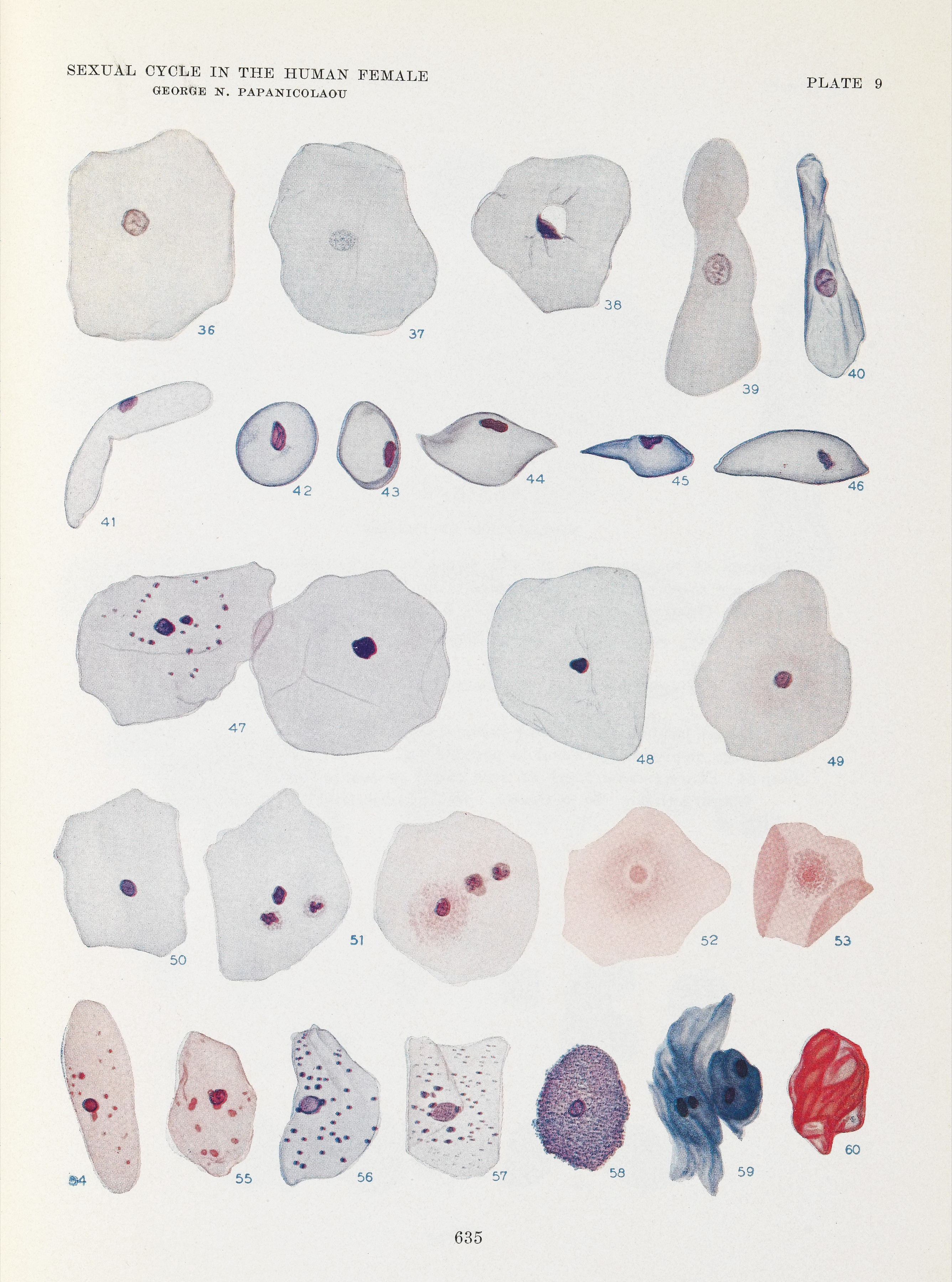
Иллюстрация Георгиоса Папаниколау, изображающий различные типы клеток, обнаруженные в вагинальном мазке.

В результате окрашивания по Папаниколау клетки остаются прозрачными. Ядра клеток принимают цвет от синего до чёрного. Цитоплазма окрашивается в сине-зеленый цвет; кератин — в оранжевый.
Эозин Y окрашивает поверхностный плоский эпителий, ядрышки, реснички и эритроциты. Светло-зеленый SF желтоватый придает голубое окрашивание цитоплазме призматических, парабазальных плоских и промежуточных плоских клеток. Поверхностные клетки окрашиваются от оранжевого до розового, а промежуточные и парабазальные клетки становятся бирюзово-зелеными или голубыми.

## Галерея

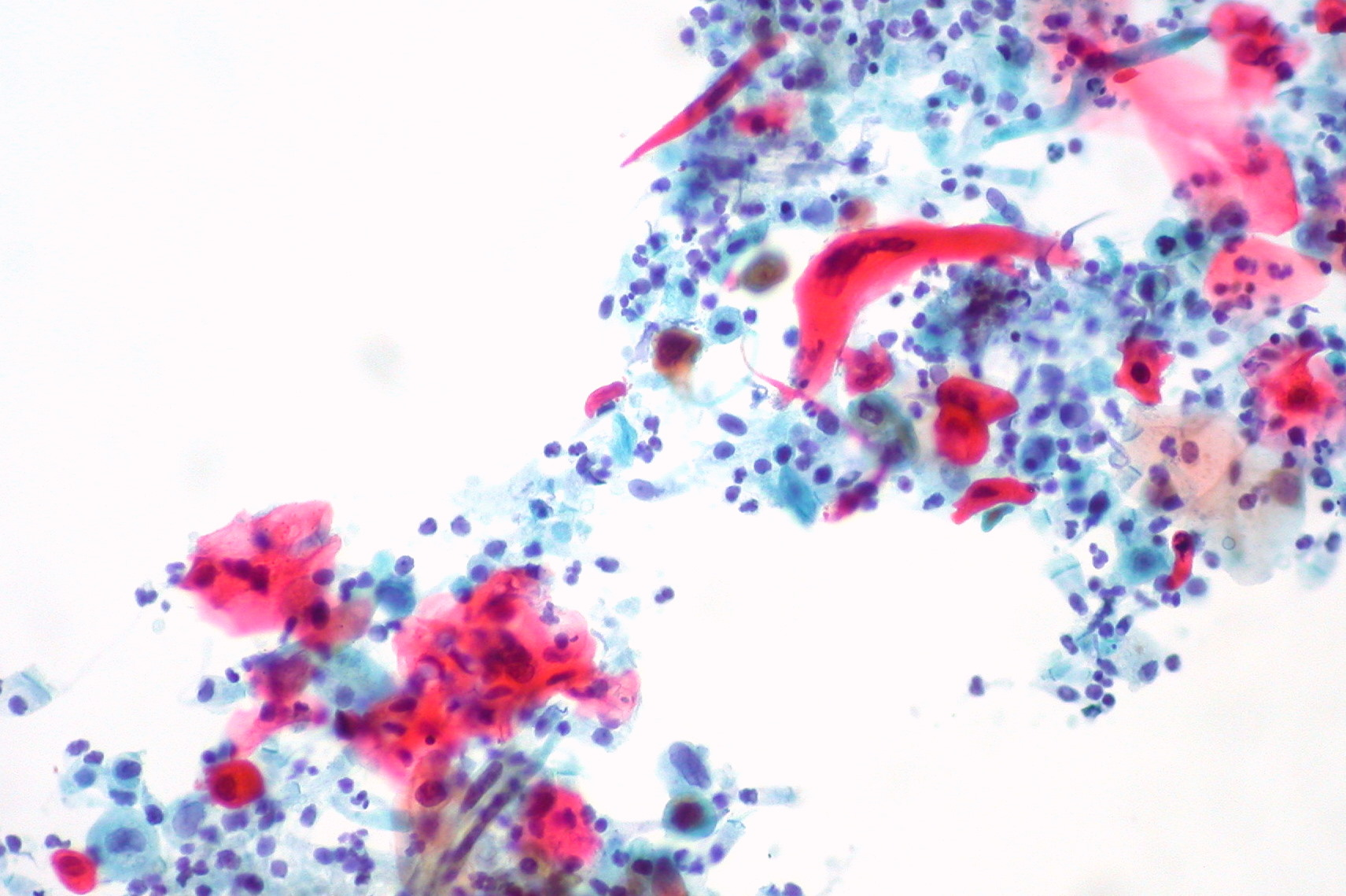
Плоскоклеточная карцинома, бронхоальвеолярный лаваж.
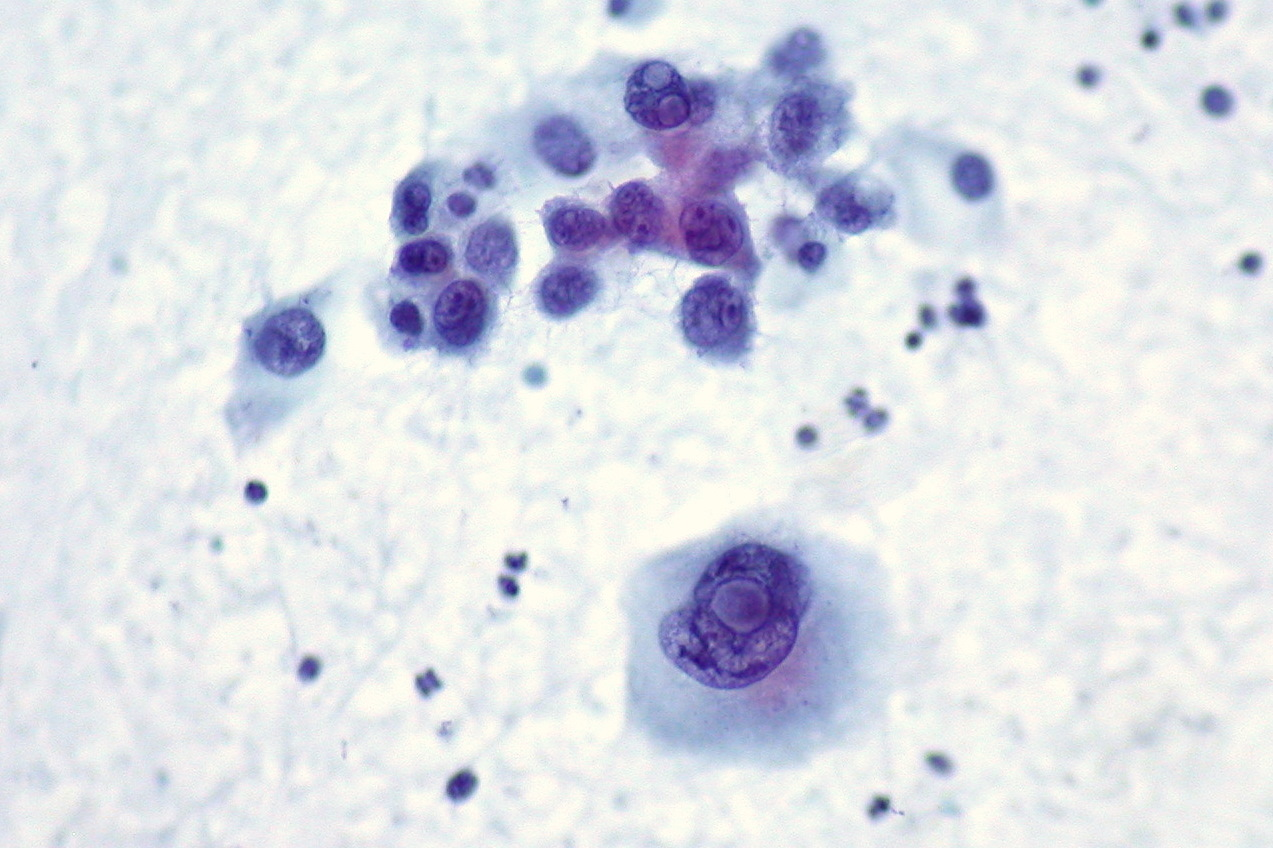
Клетки меланомы, тонкоигольная аспирационная пункционная биопсия печени.
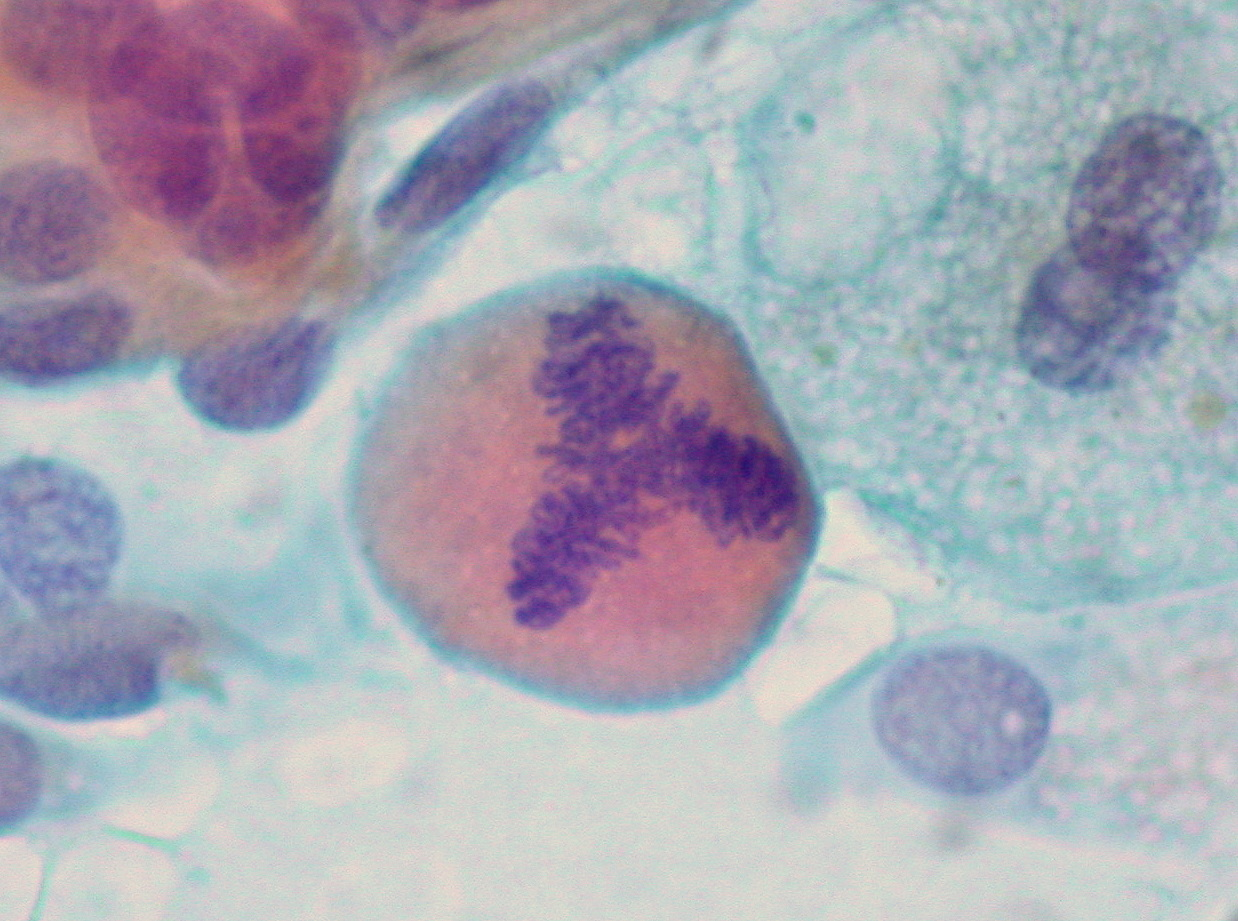
Трёхполюсный митоз в препарате бронхоальвеолярного лаважа.
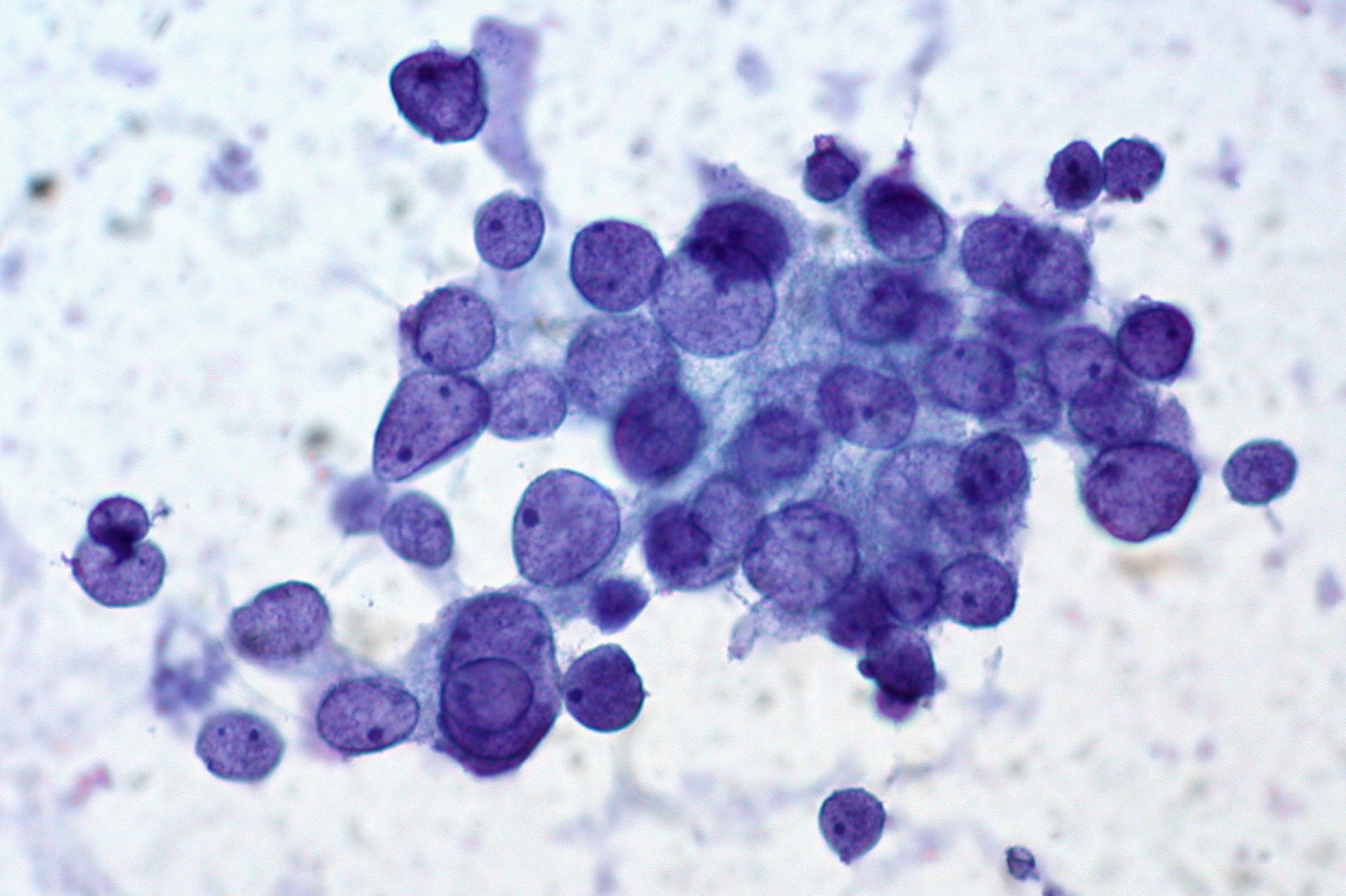
Папиллярный рак щитовидной железы, тонкоигольная аспирационная биопсия.
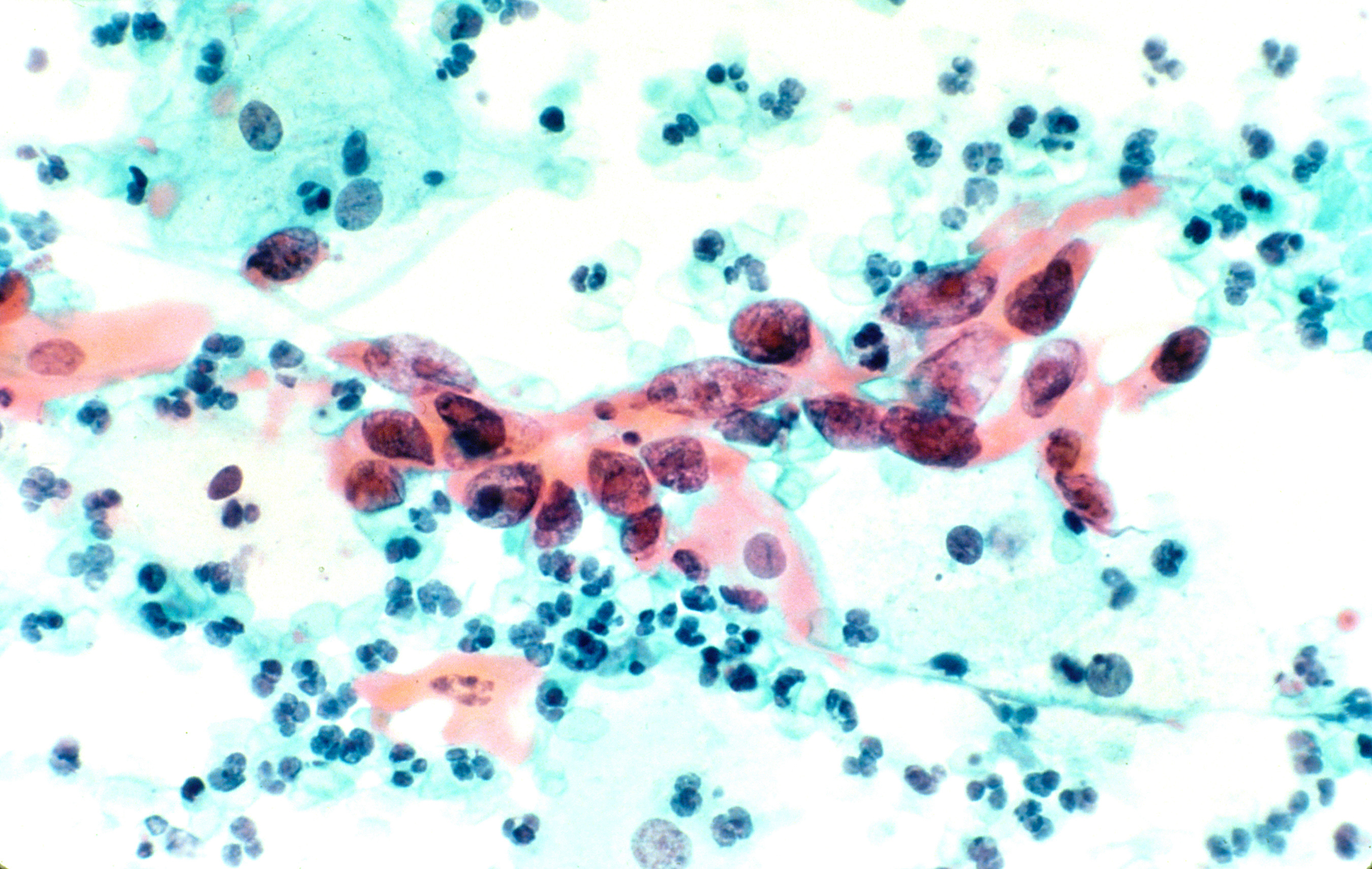
Плоскоклеточная карцинома шейки матки.
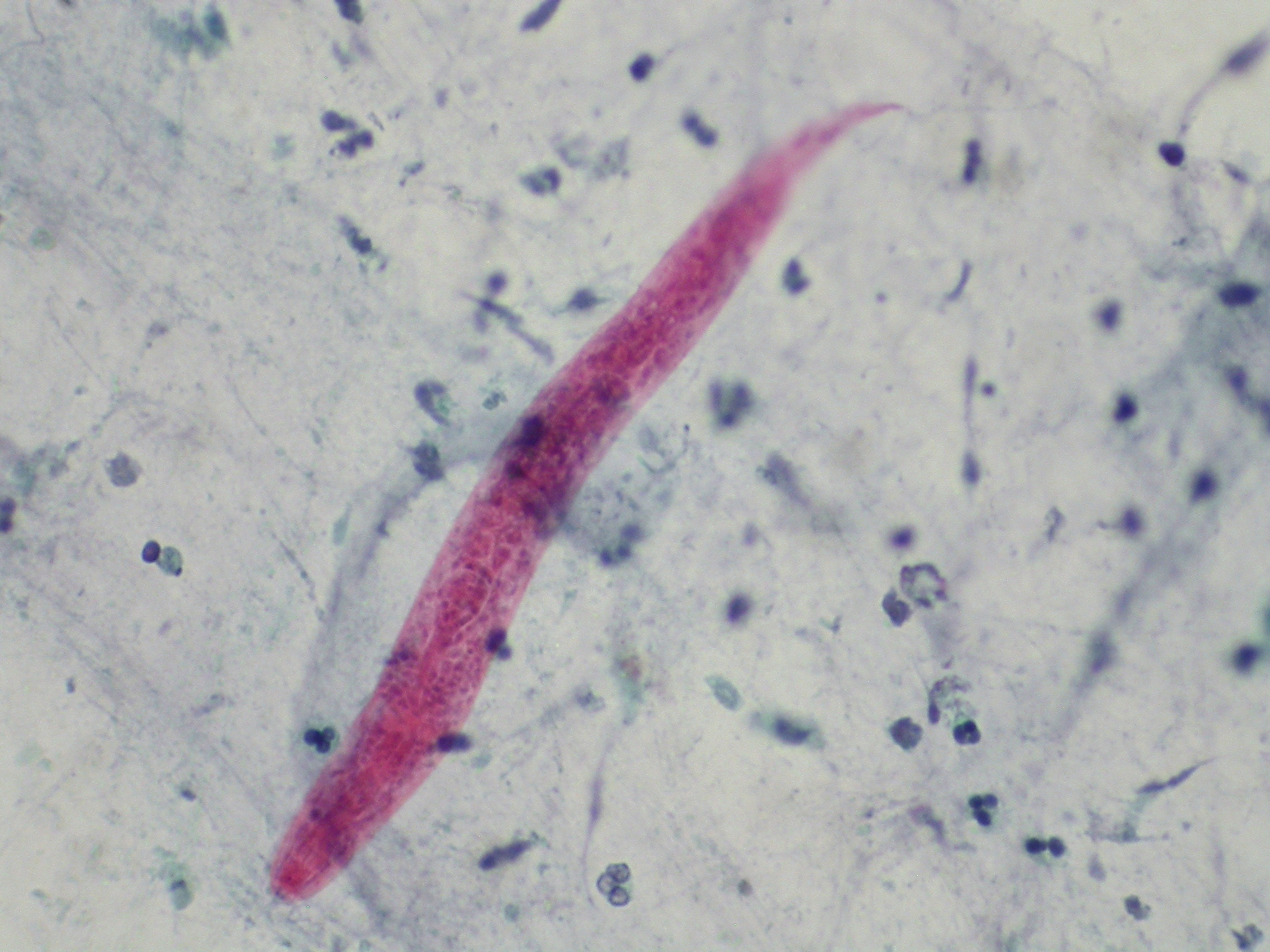
Филяриевидная личинка при стронгилоидозе в препарате бронхоальвеолярного лаважа.